# Inteligentní dům
Inteligentní dům (nebo Chytrý dům) je takový dům, který zajišťuje optimální vnitřní prostředí pro komfort osob prostřednictvím stavební konstrukce, techniky prostředí, řídicích systémů, služeb a managementu. Je efektivní ekonomicky, energeticky i z hlediska působení na vnější prostředí, umožňuje víceúčelové použití a rekonfigurace. Inteligentní dům reaguje na potřeby obyvatel s cílem zvýšit jejich pohodlí, zpříjemnit jim zábavu, zaručit co nejvyšší bezpečí a snížit náklady na provoz. Často se také používají termíny jako "digitální domácnost", "digitální dům" nebo "chytrý dům".

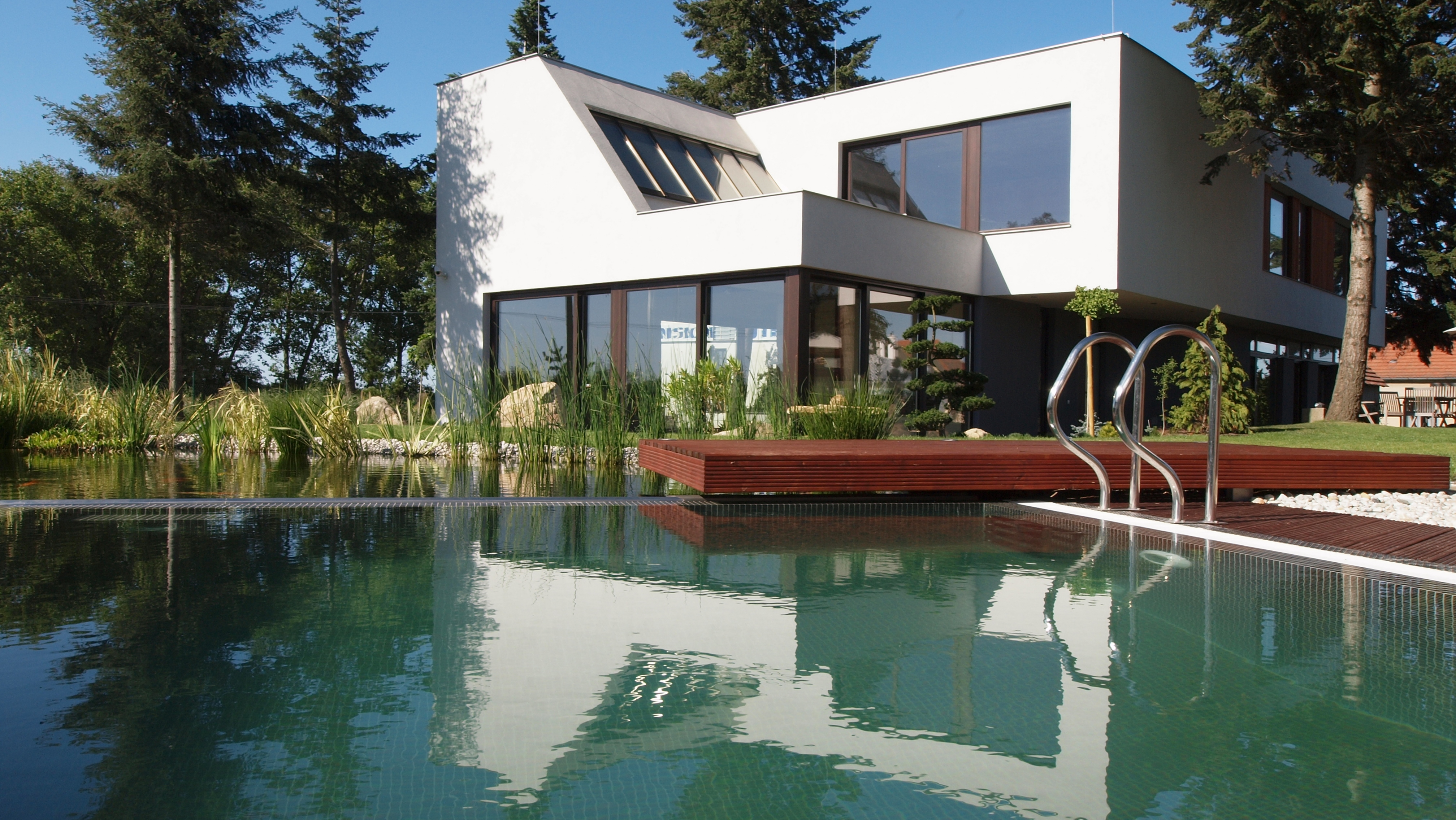
Příklad domu

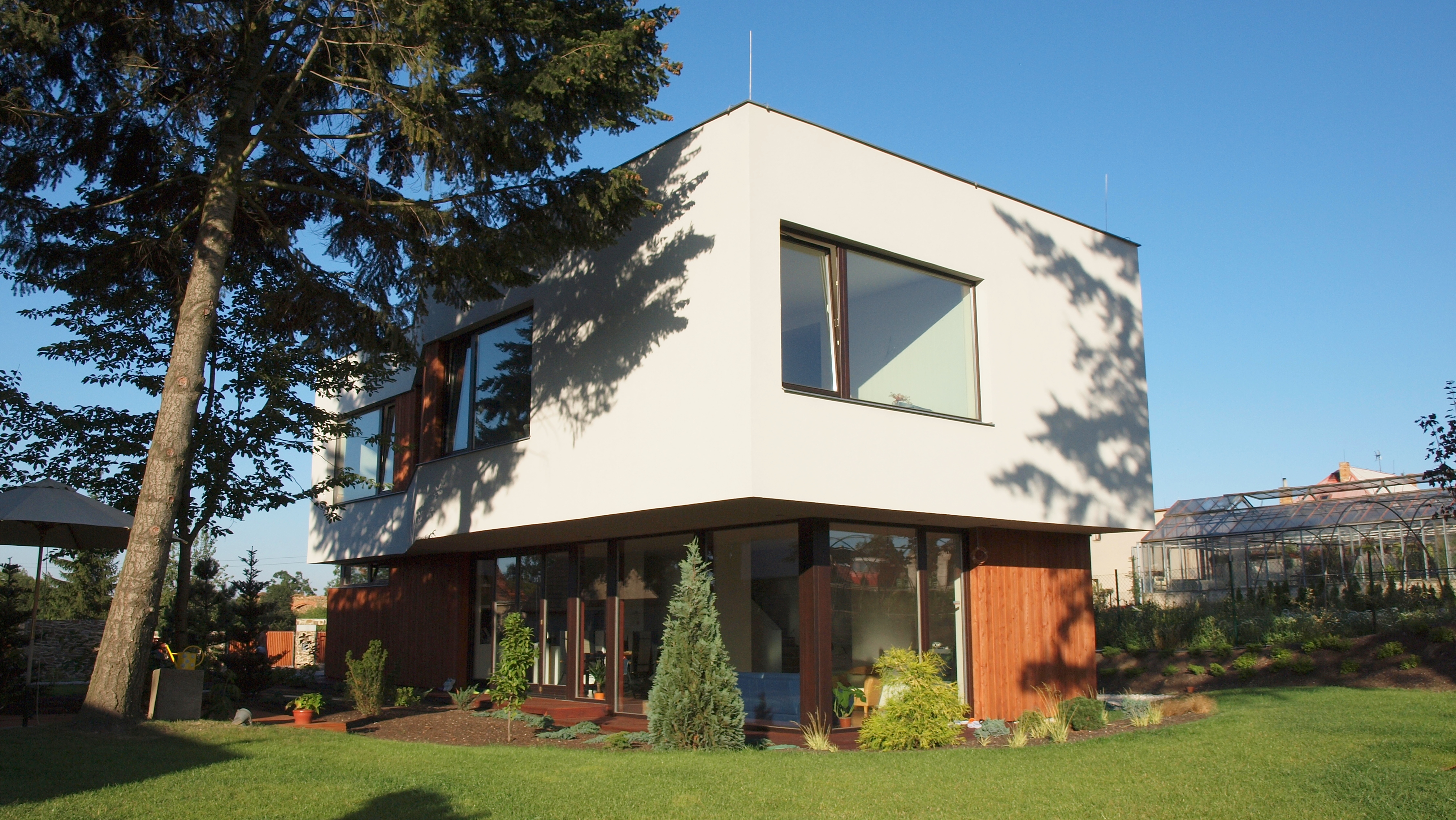
Příklad domu

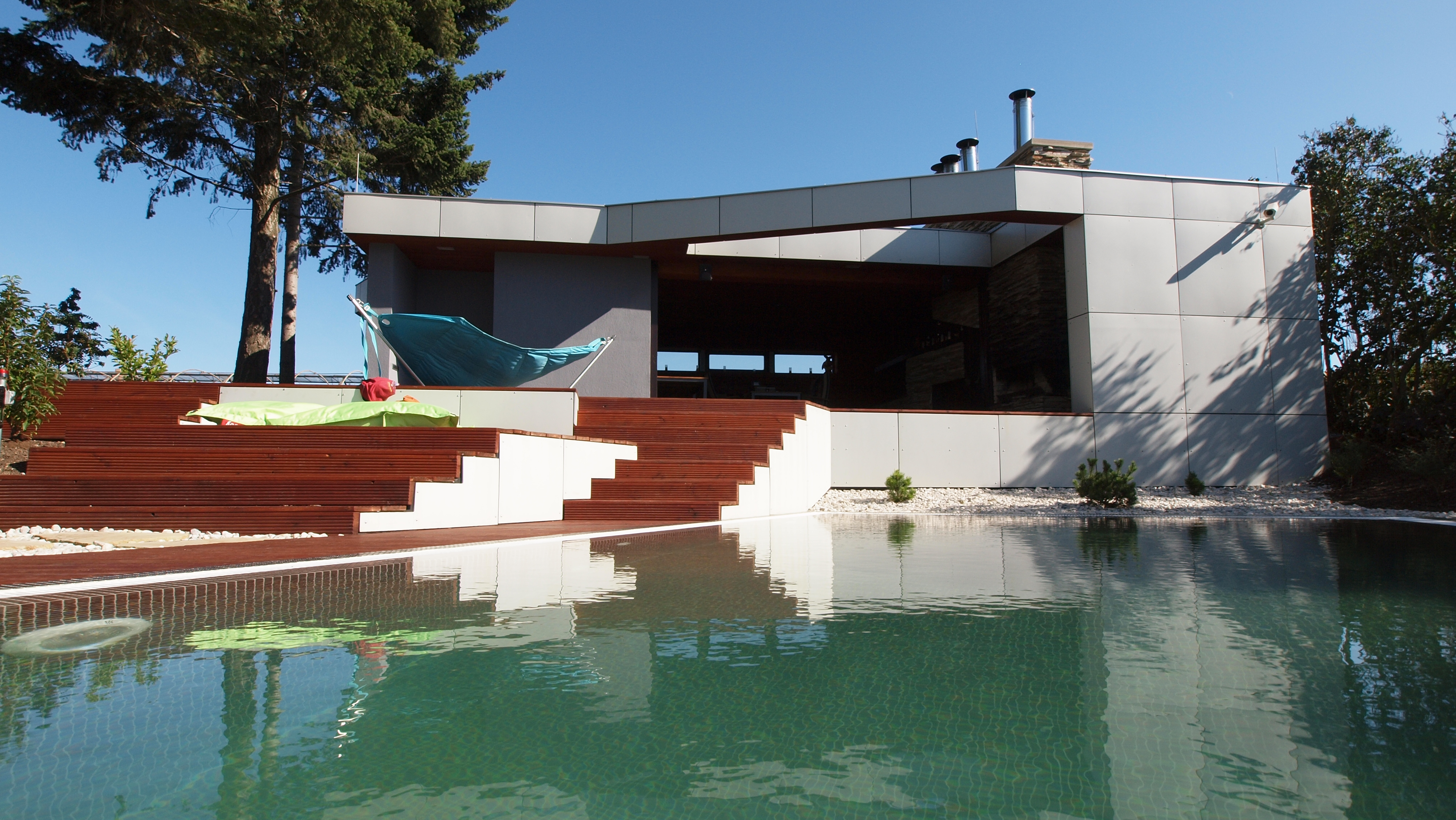
Příklad domu

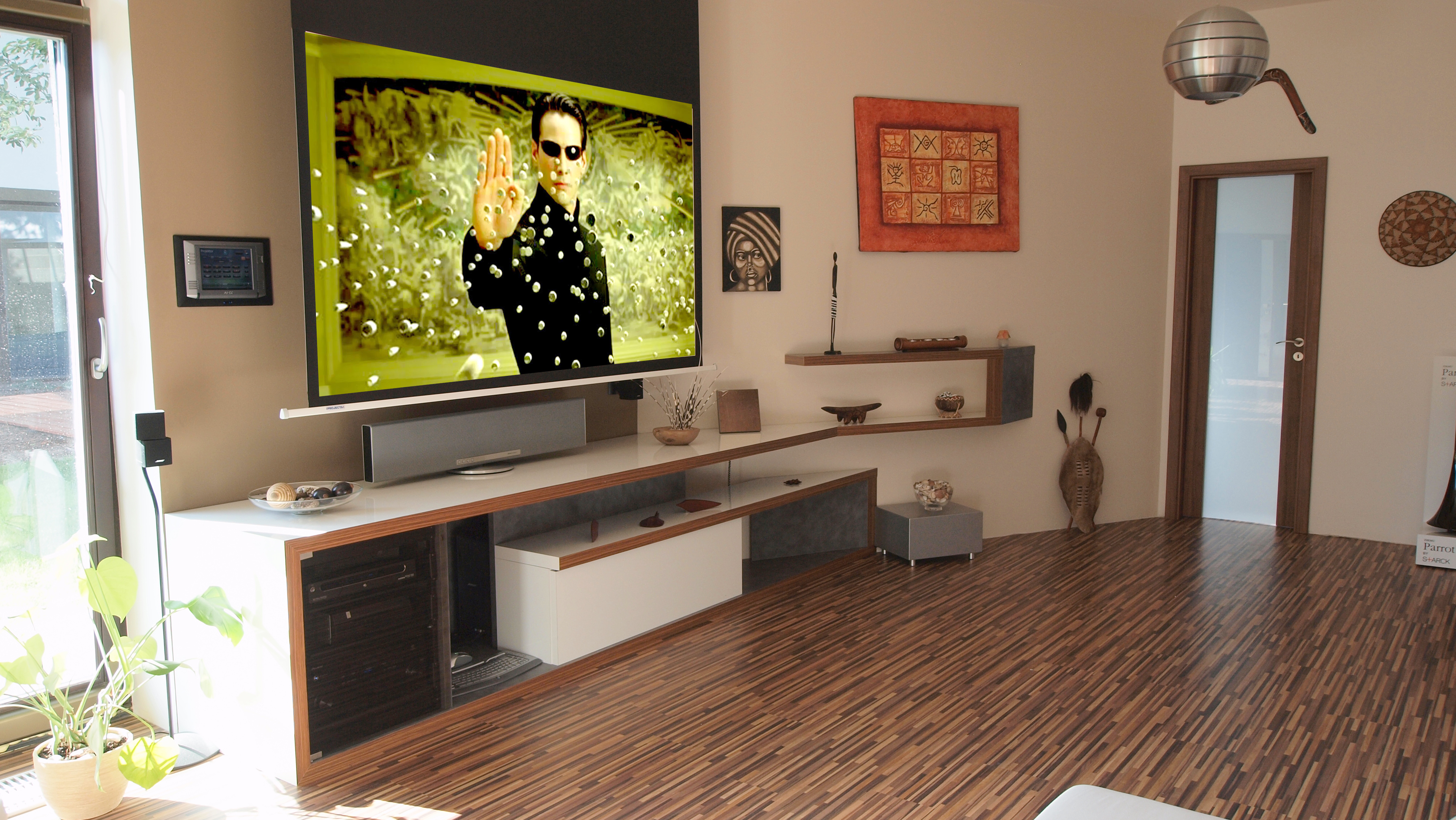
Příklad interiéru

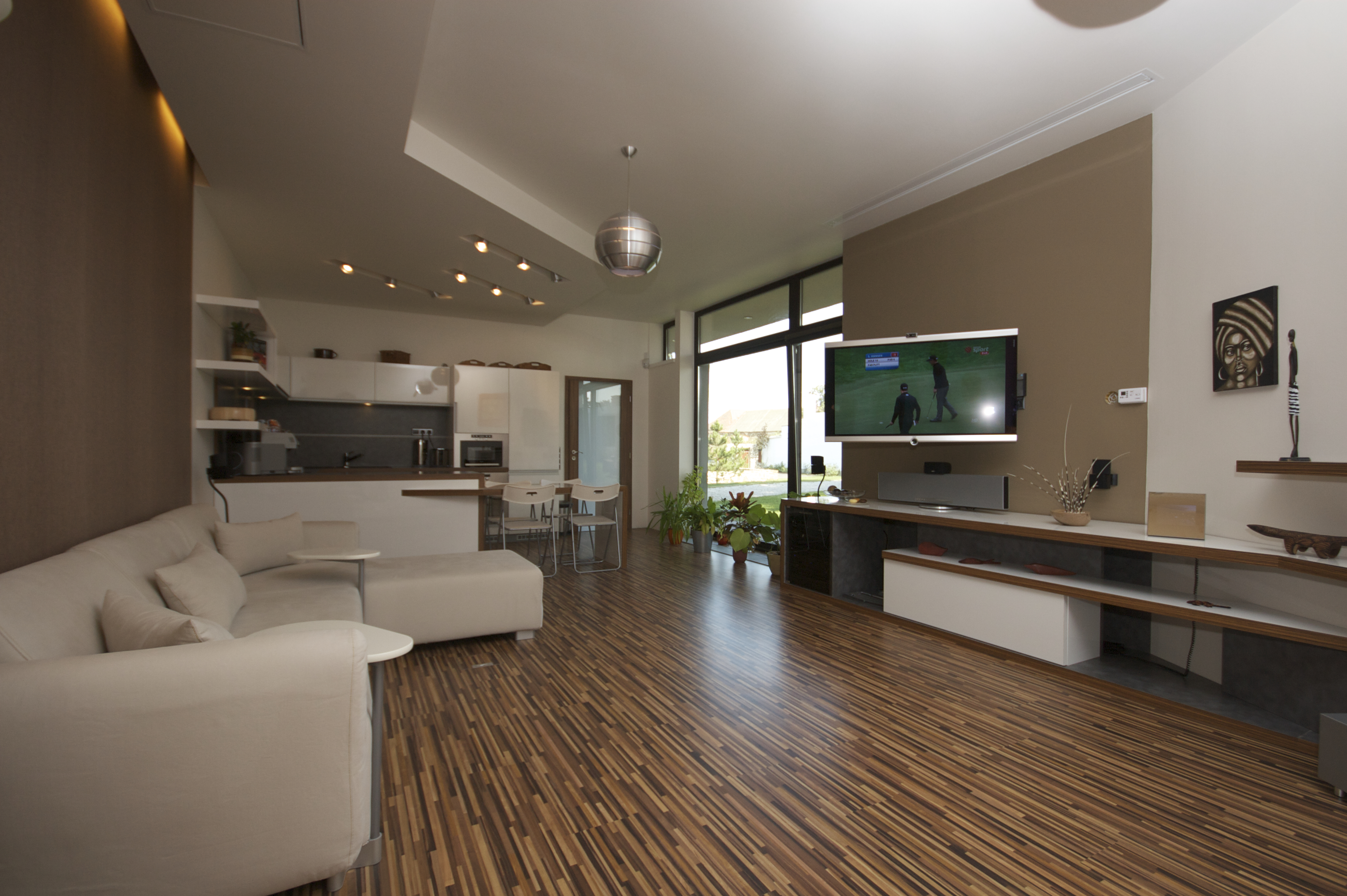
Příklad interiéru

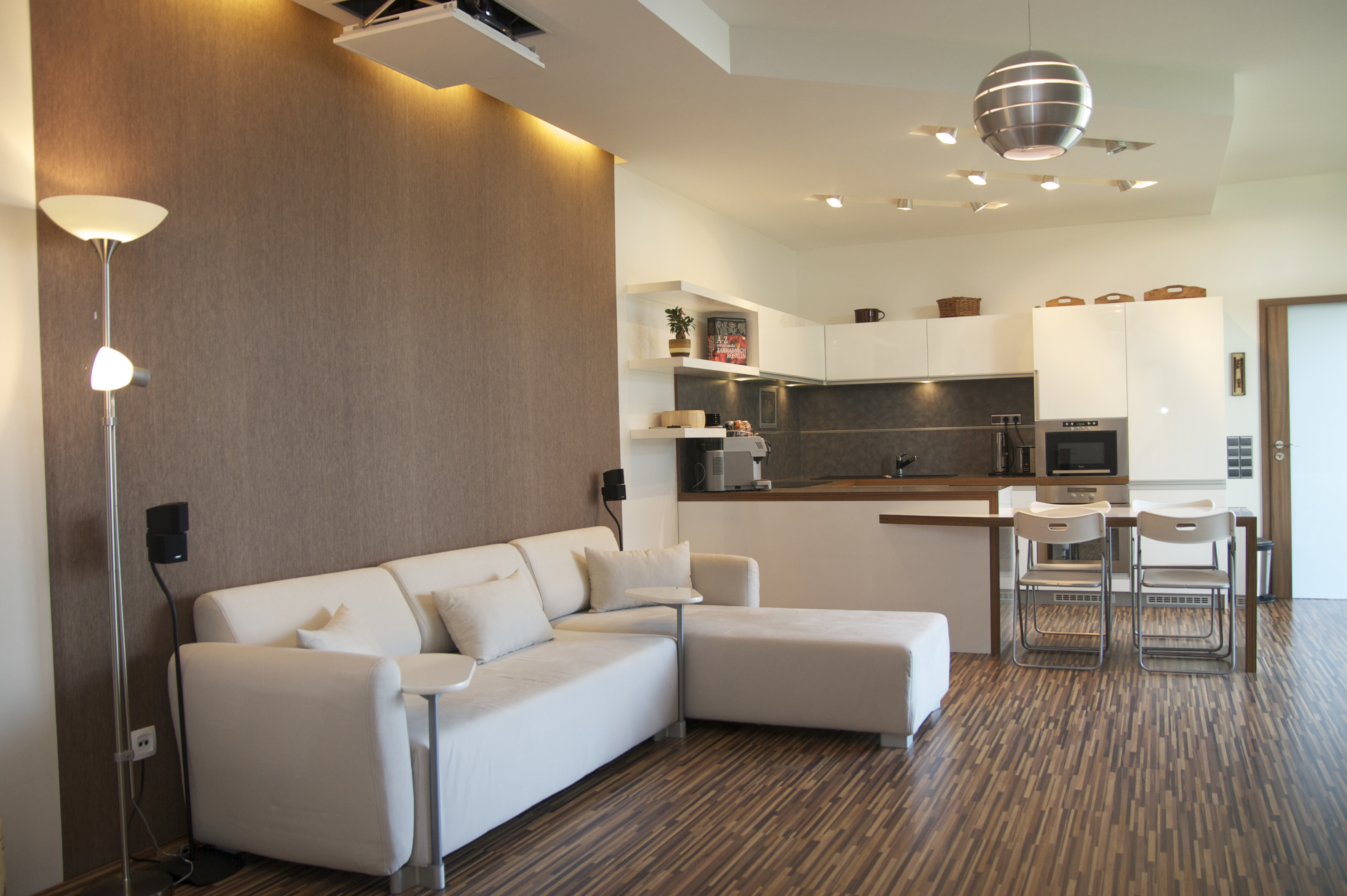
Příklad interiéru

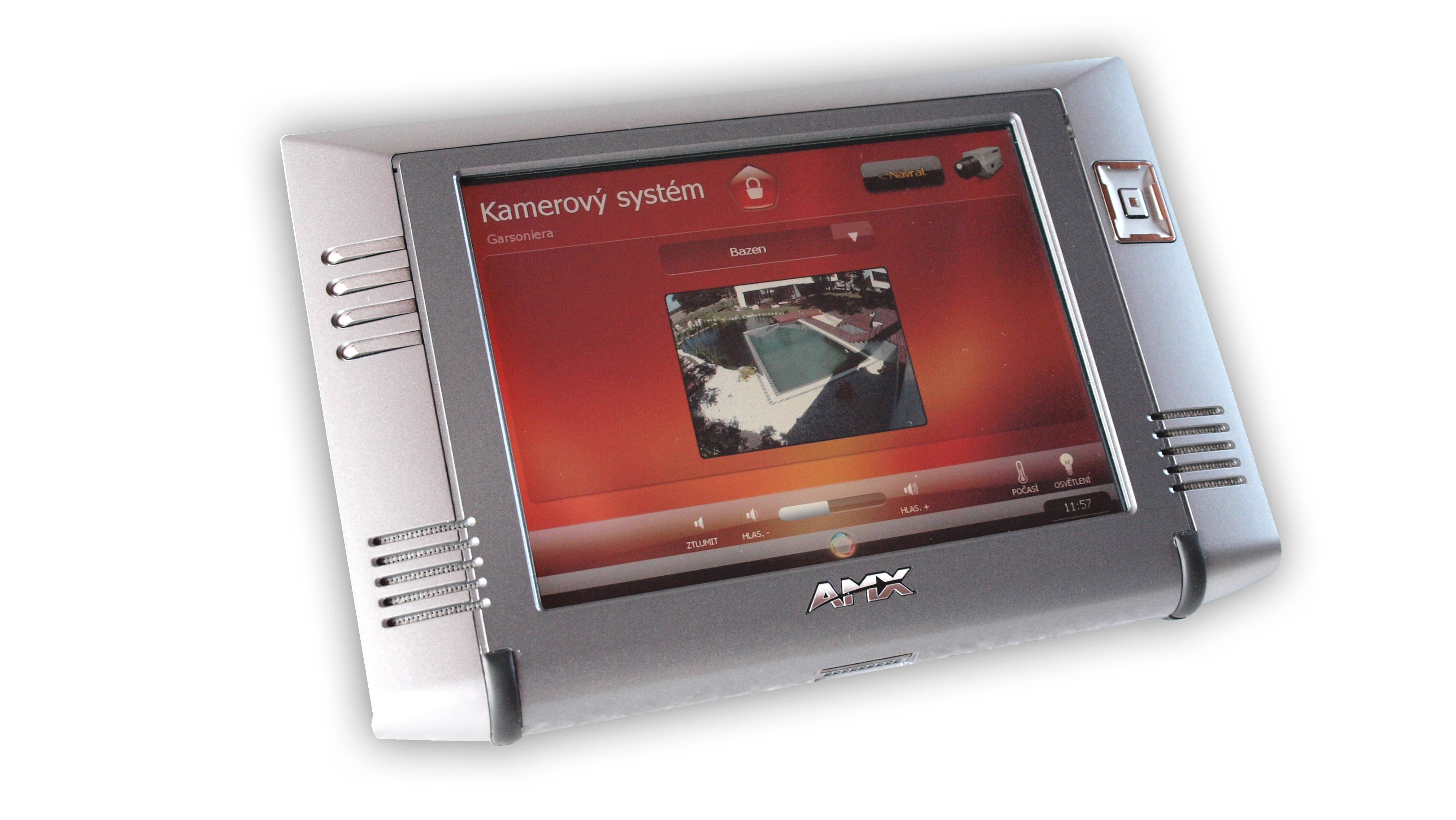
Kamerový systém

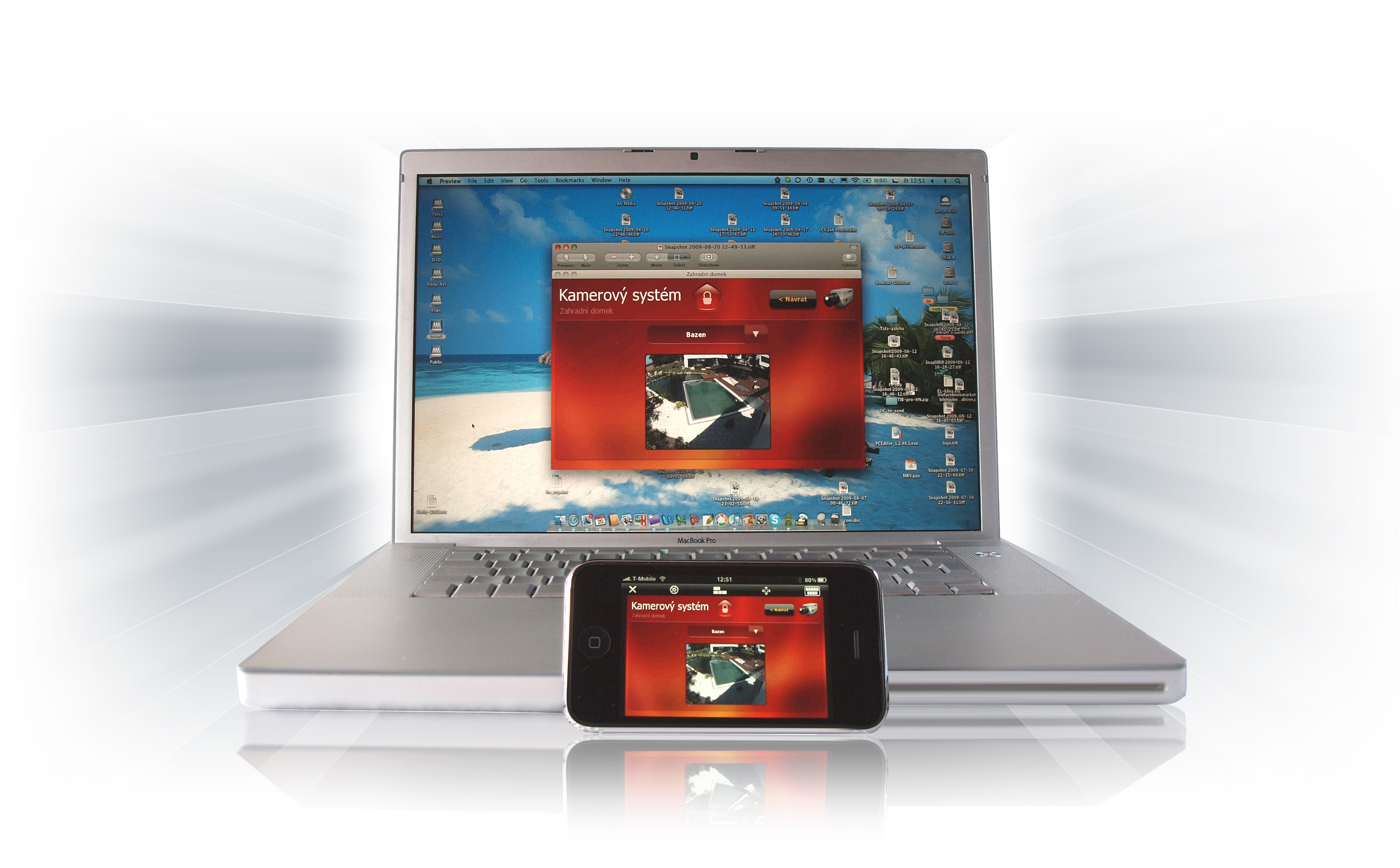
Kamerový systém

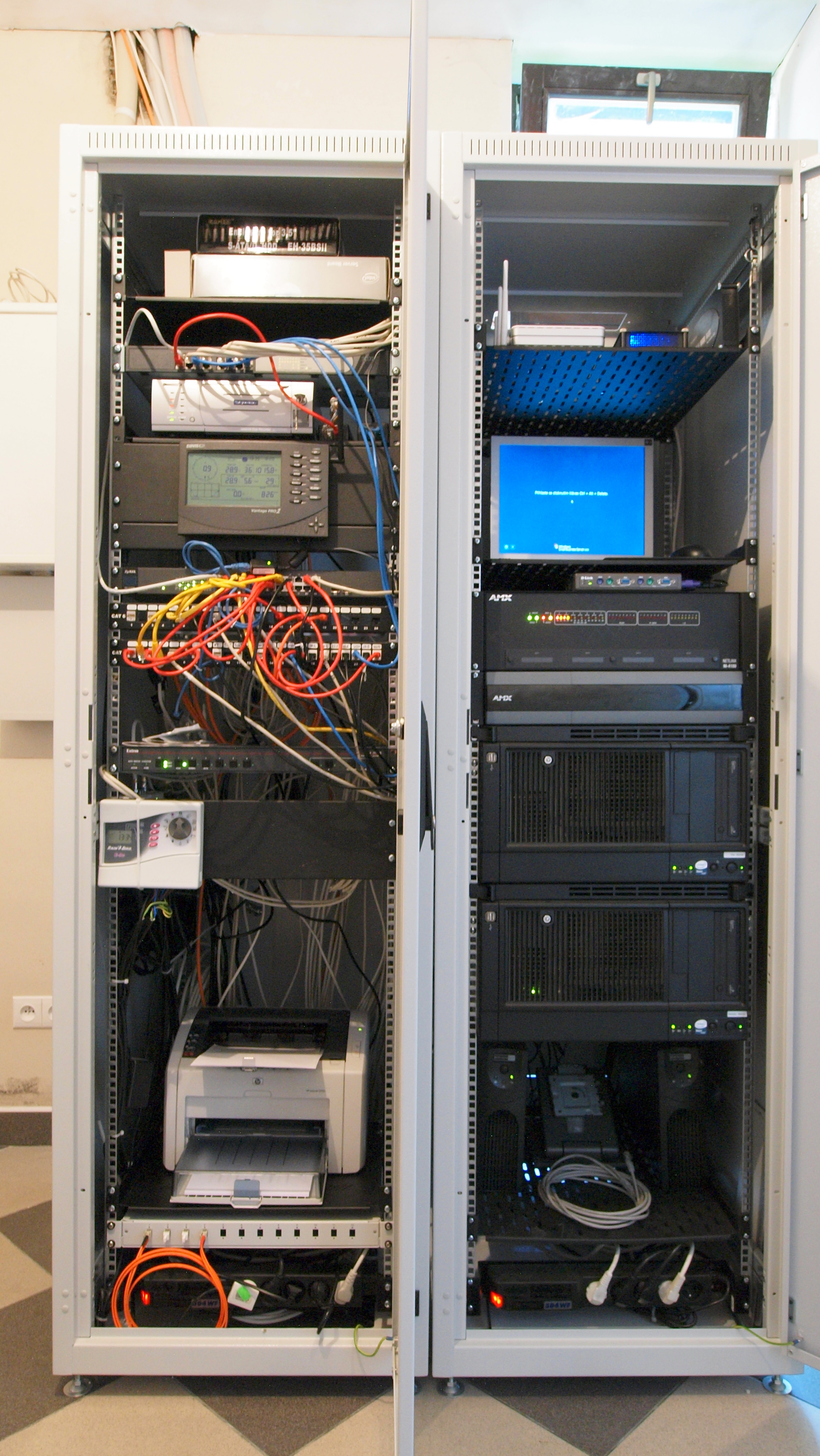
Rack

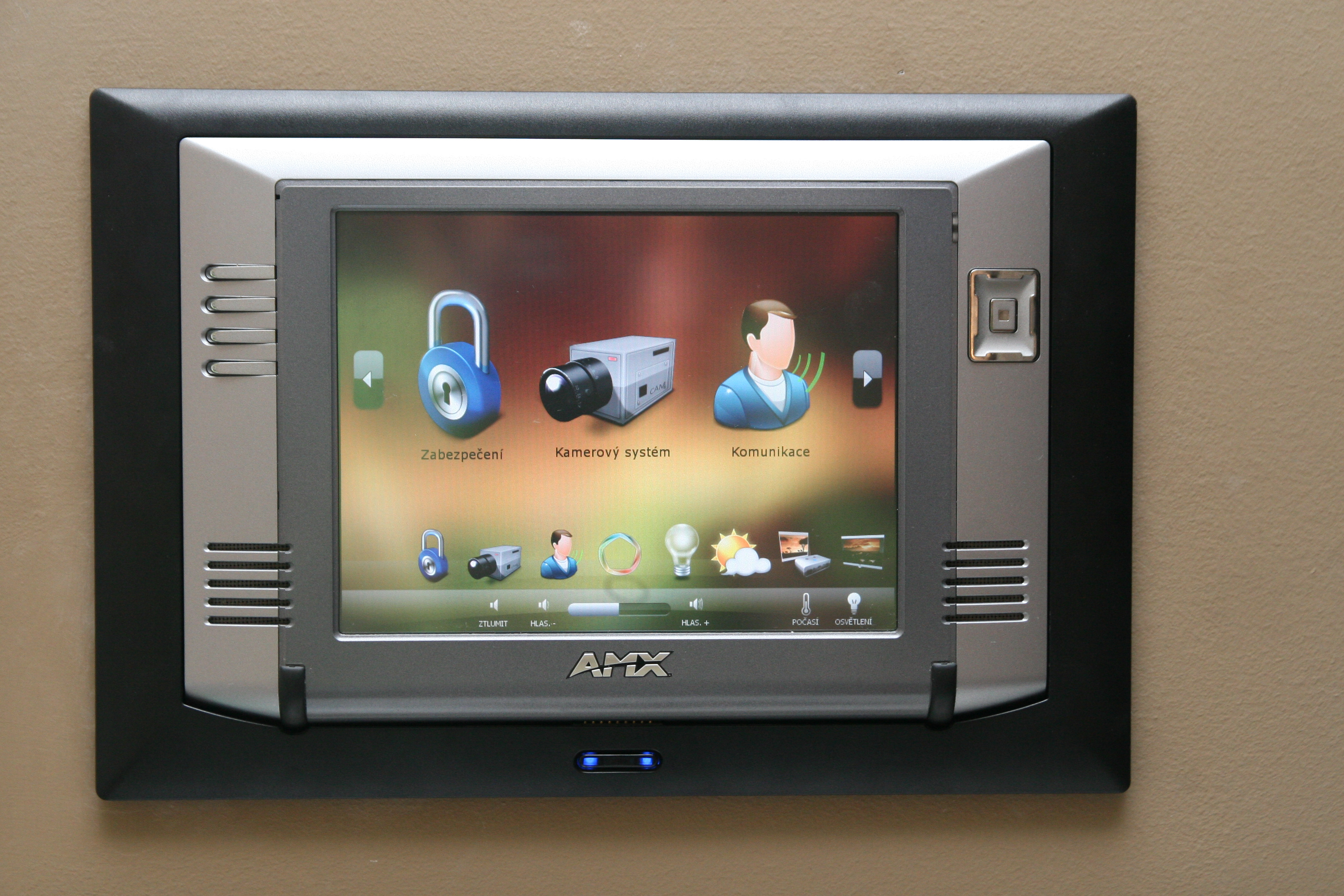
Ovládání

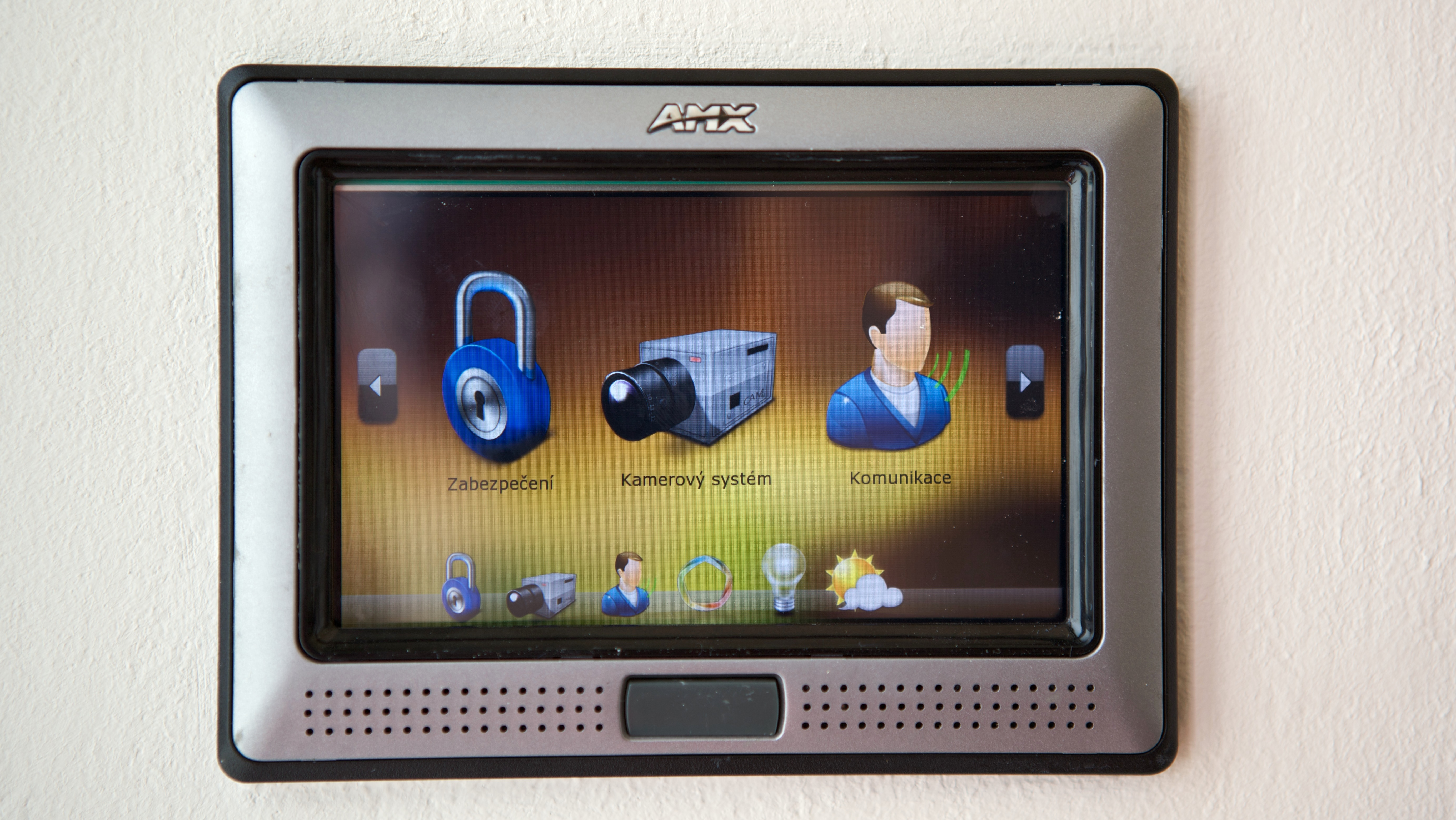
Ovládání

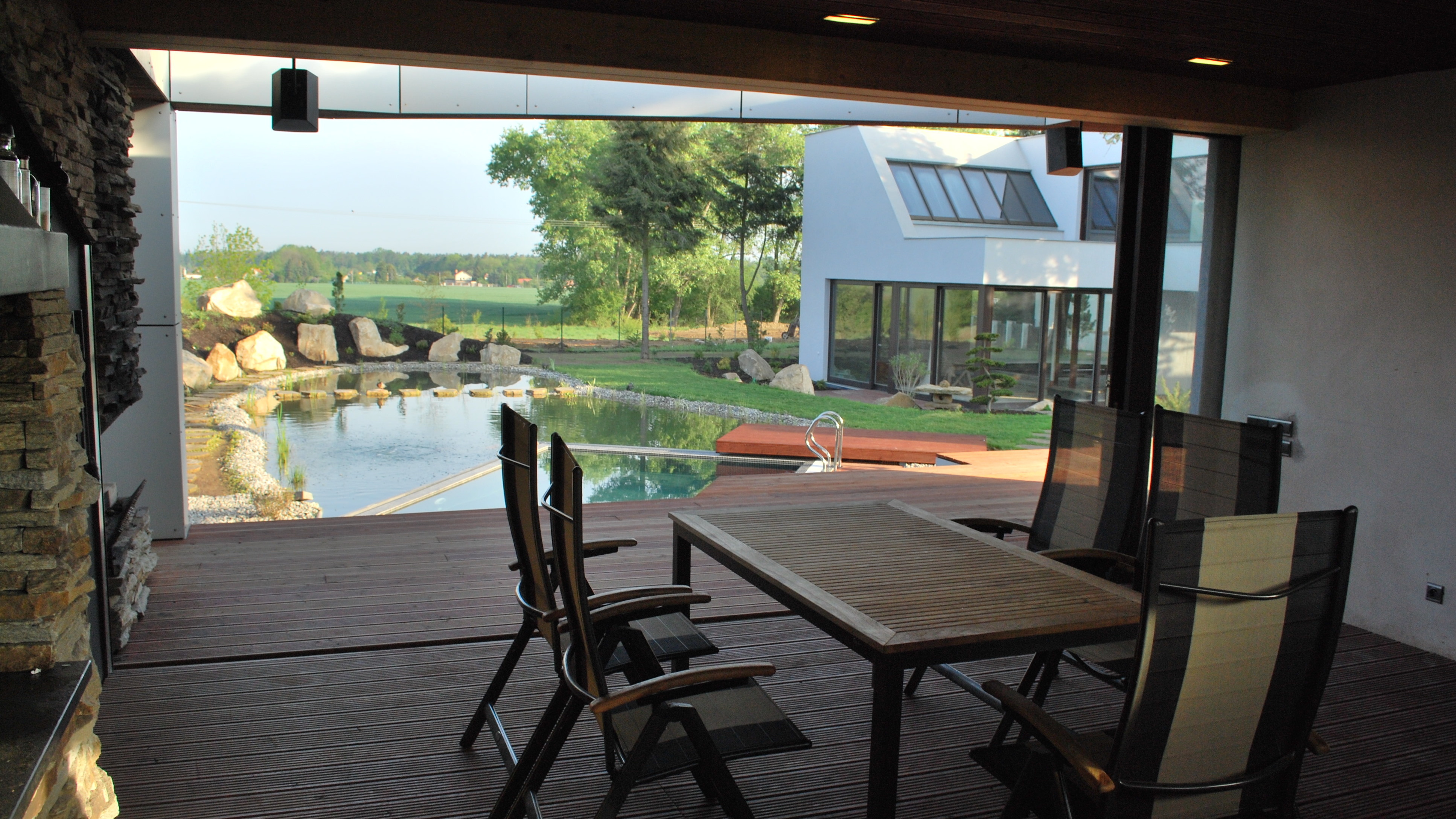
Příklad interiéru

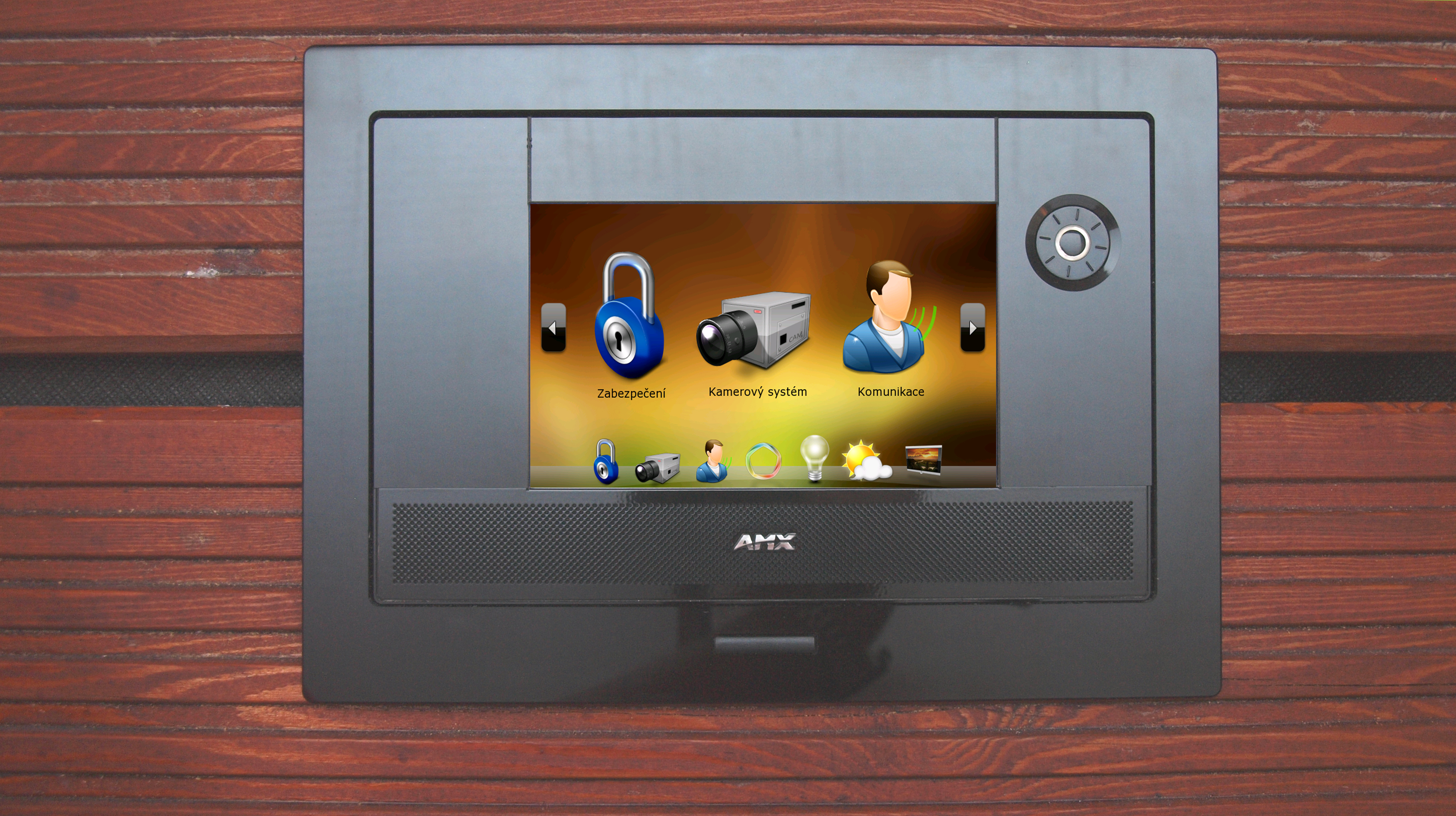
Ovládání

Realizace inteligentního domu začíná projektem, který definuje rozsah celého řešení, které je vždy modulární. Srdcem inteligentního domu je centrální systém, který díky potřebné centrální infrastruktuře a jednotlivých aktivních prvků pomáhá automatizovat provoz domu. Ovládání a řízení celého systému je velmi jednoduché a intuitivní. Inteligentní dům se samozřejmě také stará o zabezpečení domácnosti a poskytuje uživateli kdykoliv a kdekoliv přehled o jejím aktuálním stavu. Důležitým faktorem je optimální a efektivní ovládání tepelné techniky, díky čemuž se dosahuje velkých finančních úspor a systém je tím šetrný životnímu prostředí. Samozřejmostí je napojení veškerého osvětlení do centrálního systému a navázání na činnosti v domácnosti. Inteligentní dům umožňuje velmi komfortní komunikaci mezi členy domácnosti a v neposlední řadě se stará i o zábavu.

## Součásti inteligentních systémů

### Projekt
Projekt stanovuje podrobné fungování moderního bydlení, které reflektuje životní styl a způsob, jakým bude dům nebo byt užíván. Projekt přesně popisuje umístění všech komponent systému (řídící a regulační prvky, ovládací prvky, kamery, čidla, audiovizuální techniku,…), jejich vzájemné propojení až po konkrétní typy komponent, které jsou samozřejmě v souladu se stylem a designem interiéru.

### Modulární řešení
Inteligentní bydlení lze realizovat v několika etapách. Nejdůležitější je v prvním kroku realizace infrastruktury – kabeláže. Vše ostatní (centrální systém, ovládací a regulační prvky, kamery, multimédia…) se dá realizovat později v průběhu užívání domu nebo bytu podle toho, jaké mají uživatelé mít možnosti.

### Centrální systém
Srdcem moderního bydlení je centrální systém, který má jednoduché a intuitivní ovládání, kterým se řídí vytápění, ventilace, klimatizace, stínění, ohřev teplé vody, zavlažování, zabezpečovací technika, kamery, osvětlení, provoz spotřebičů, komunikace, distribuce TV a video signálu, rádia a hudby, telefonů a internetu.

### Infrastruktura
Klíčem je strukturovaná kabeláž, rozvody videosignálu, audio signálu, telefonů, počítačová síť, WiFi, stínění, přepěťová ochrana, napojení na satelit a internet, zálohování.

### Automatizace
Inteligentní systém na základě aktuální situace a požadavků členů domácnosti řídí vytápění, krby, klimatizaci, ventilaci, stínicí techniku (rolety, žaluzie, markýzy, závěsy), ohřev teplé vody, vyhřívání bazénu, akvárií a jezírka. Mezi základní funkce vytápění chytrým systémem přitom patří automatická regulace teploty v jednotlivých místnostech, učení se uživatelským nývykům, možnost ovládání přes digitální i hlasové asistenty, reakce na externí vlivy (venkovní teplotu, přítomnost osob, spotové ceny energie) a možnost integrace s fotovoltaikou, akumulací nebo rekuperací. Podle venkovní vlhkosti řídí zavlažování zahrady. Ovládá alarm včetně mechanického zabezpečení (zámky, rolety, venkovní žaluzie). Vše je samozřejmě možno řídit i ručně.

### Ovládání a řízení
Vše lze ovládat pomocí dotykových obrazovek s jednotným a naprosto intuitivním uživatelským rozhraním, přes libovolnou televizi, počítač, notebook nebo mobilní telefon. Vybrané funkce (kamery, alarm, teploty,…) lze možno sledovat přes internetové rozhraní odkudkoli a kdykoli. Některé funkce lze také ovládat hlasem.

### Zabezpečení
Díky inteligentnímu domu má uživatel kdykoliv přehled o bezpečném chodu domácnosti – stav alarmu, požární čidla, kamerový systém, infračervené závory,… Při odchodu se jedním dotykem zapne alarm, zatáhnou žaluzie, zhasnou světla, vypnou vybrané zásuvky,... Systém také simuluje bydlení v nepřítomnosti rozsvěcováním světel. Umožňuje také centrální zapnutí nebo vypnutí vybraných zásuvek (varná konvice, žehlička,…). Existují i specializované systémy pro seniory, které hlídají jejich denní aktivitu a v případě vzniku možného rizika (např. senior se delší dobu nehýbe) přivolají pomoc.

### Tepelná technika
Pro efektivní vytápění (chlazení) je vždy potřeba kombinovat různé zdroje tepla. Navíc systém musí pružně reagovat na činnost členů domácnosti – otevření okna, náhlý požadavek na změnu teploty v místnosti atp. Jen díky efektivní a optimální regulaci alternativní zdrojů (solární panely, tepelná čerpadla, rekuperace vzduchu, fotovoltaické články a další) v kombinaci s případnými konvenčními zdroji se dosahuje těch nejvyšších úspor.

### Osvětlení
V inteligentním domu jsou napojeny vypínače do centrálního systému, kde je určeno jaký vypínač zapíná jaká světla. Vypínače mohou být i bezdrátové, a tak umístěny třeba na skle nebo zrcadle. Kdykoli se vypínač dá přidat nebo změnit světla, které ovládá. To umožňuje vytváření světelných scén (sledování televize, čtení, večeře, návštěva, úklid) a stmívání. V každém okamžiku má uživatel přehled, kde se svítí a kde ne a z libovolného místa může vypnout nebo zapnout libovolné světlo.

### Komunikace
Systém vzájemně propojuje jednotlivé místnosti, zahradu, venkovní branku a bránu pomocí domácího telefonu nebo videotelefonu na základě vnitřní počítačové sítě (VoIP). Samozřejmostí je zapojení do vnější telefonní sítě a vysokorychlostní internetové připojení.

### Zábava
Systém spojuje rodinné fotografie, domácí video, DVD nebo Blu-ray filmy, hudební alba, nahrané pořady ze satelitu nebo televize do jednoho mediálního centra. Z tohoto mediálního centra zabezpečuje distribuci zvukového a obrazového signálu (HDTV) do vybraných místností. Domácí kino lze ovládat stejným ovladačem, jako celý dům. Chce-li si někdo pustit film, jedním dotykem systém zapne zesilovač, přepne TV na DVD, pustí DVD disk, spustí plátno a projektor a zatáhne žaluzie, večer pak rozsvítí světelnou scénu.

## Inteligentní budovy – studijní obor na ČVUT
V roce 2009 vznikl na ČVUT nový studijní obor Inteligentní budovy. Obor zastřešují fakulty: elektrotechnická, stavební a strojní.